# Bandar Agung (Sragi)
Bandar Agung is een bestuurslaag in het regentschap Lampung Selatan van de provincie Lampung, Indonesië. Bandar Agung telt 4459 inwoners (volkstelling 2010).